# Mecezio
Mecezio, conosciuto anche come Mecetius o Mezezius (... – 669), era membro della corte dell'imperatore bizantino Costante II a Siracusa tra il 663 e il 668.

## Biografia
Patrizio d'origini armene, secondo alcune fonti siriache, presumibilmente viaggiò con l'Imperatore Costante II a Siracusa, assunta a capitale dell'impero, nel 663 e nel 668 fu proclamato imperatore dall'esercito dopo che l'Imperatore Costante II venne ucciso con il portasapone (un vaso) da un servitore nel bagno a Siracusa. Secondo alcune edizioni (MSS) della Cronaca di Teofane Confessore, fu Mecezio a ordire la congiura che uccise Costante II; secondo altre edizioni della suddetta Cronaca, invece, Mecezio sarebbe stato nominato imperatore contro la sua volontà. In realtà governava solo la Sikelia. Le cronache lo definiscono di bell'aspetto.
La sua usurpazione durò meno di un anno. Infatti, truppe dall'Italia, dall'Africa e dalla Sardegna marciarono verso la Sicilia, espugnarono Siracusa e deposero l'usurpatore; molti dei suoi ufficiali vennero mutilati e condotti in prigionia a Costantinopoli, dove giunse anche la testa dell'usurpatore, decapitato. Fonti greche e siriache aggiungono che alla spedizione siciliana contro l'usurpatore avrebbe preso parte anche Costantino IV, figlio di Costante, anche se alcuni studiosi (a partire da Brooks) hanno messo in dubbio l'effettiva partecipazione dell'Imperatore legittimo alla spedizione siciliana. Costantino IV, giunto in Sicilia e deposto l'usurpatore Mecezio dopo sette mesi di usurpazione, giustiziò Mecezio, con il figlio Giovanni (attestato solo da fonti siriache) e i suoi più stretti seguaci, tra cui spiccava il patrizio Giustiniano, padre del futuro patriarca di Costantinopoli Germano I; lo stesso Germano fu castrato per ordine dell'Imperatore.
Costantino IV tornò quindi a Costantinopoli, tornando, secondo Zonara, con la barba cresciuta, e ciò gli avrebbe valso il soprannome di Pogonato ("barbuto").